# Marina Canetta Gobbi
Marina Canetta Gobbi (São Paulo, 1º de abril de 1989) é uma arqueira olímpica brasileira. Representou o Brasil nos Jogos Olímpicos de Verão de 2016 na competição individual e na competição por equipes do tiro com arco. Ao lado de Sarah Nikitin e Ane Marcelle dos Santos foi eliminada nas oitavas de final da competição por equipes diante da Itália. No individual, Marina foi eliminada pela chinesa Yuhong Qi na primeira rodada.